# Siempre he estado aquí
"Siempre He Estado Aquí" é uma canção do grupo pop mexicano RBD. A faixa foi escrita e produzida por Mauricio Rengifo e Andrés Torres e lançada em 17 de novembro de 2020 pela gravadora Universal Music. É o primeiro lançamento inédito do grupo em onze anos. O último foi "Para Olvidarte de Mí" em 2009.
Seu lançamento teve como finalidade a divulgação do concerto virtual que o grupo promoveu em 26 de dezembro de 2020, intitulado como Ser O Parecer: The Global Virtual Union. Assim como o evento, a canção contou com a participação de quatro dos seis integrantes originais: Anahí, Christian Chávez, Christopher von Uckermann e Maite Perroni. Os integrantes Alfonso Herrera e Dulce María optaram por não participar do projeto por questões pessoais. A versão ao vivo foi lançada em 5 de fevereiro de 2021 como primeiro single do álbum Ser O Parecer: The Global Virtual Union: En Vivo (2021).
Em 23 de fevereiro de 2023, a fim de promover a sexta e última turnê da banda, a Soy Rebelde Tour, foi lançada uma nova versão da canção intitulada "S.H.E.A", com os vocais adicionais de Dulce María.

## Antecedentes
No dia 22 de dezembro de 2019, onze anos após o fim do RBD, Anahí, Alfonso Herrera, Christian Chávez, Christopher Uckermann, Dulce María e Maite Perroni, se reuniram e postaram registros nas redes sociais do reencontro, levantando suspeitas de um suposto retorno do grupo no futuro. Apesar dos rumores, Herrera veio a público e esclareceu que o reencontro era somente uma "reunião de amigos", sem intenção comercial. Em 27 de agosto de 2020, Anahí, Chávez, Uckermann, Dulce María e Perroni chegaram a postar em suas redes sociais, um vídeo e link misterioso pedindo para que os fãs se inscrevessem em uma página intitulada "RB2 World". No dia 8 de setembro, todos os álbuns de estúdio da banda foram disponibilizados nas plataformas digitais pela Universal Music Latino, assim como os videoclipes no YouTube, pela página oficial do grupo. Em dezembro de 2020, o grupo ultrapassou a marca de 250 milhões de streams totais no Spotify.
Após várias outras especulações em torno da reunião do grupo, é anunciado no dia 30 de setembro, um concerto virtual chamado Ser O Parecer: The Global Virtual Union, em que constariam somente os quatro integrantes originais (Anahí, Chávez, Uckermann e Perroni). Por conta da polêmica que gerou com o fato do desfalque dos dois integrantes (Herrera e Dulce María), Chávez veio a público através de suas redes sociais explicar o motivo das ausências e considerar o evento como um tributo ao RBD e não uma volta definitiva. No dia 23 de outubro, Anahí anunciou durante uma entrevista ao programa mexicano Hoy, que o grupo lançaria uma música nova e que serviria como divulgação do evento virtual. No dia 11 de novembro, Maite Perroni divulga um trecho instrumental da canção através de seu perfil oficial no TikTok.

## Composição e produção
"Siempre He Estado Aquí" é uma canção pop com duração de três minutos e dez segundos, e é uma homenagem ao legado da banda, assim como aos seus fãs, com diversas referências de alguns antigos sucessos como "Sálvame" (2004), "Este Corazón" (2005), "Enseñame" (2004), "Un Poco de Tu Amor" (2004) e "Sólo Quédate en Silencio" (2004). Seu videoclipe foi dirigido por Peter Odor nos estúdios Malabar e lançado em dezembro de 2020.
A canção foi escrita e produzida pelos colombianos Mauricio Rengifo e Andrés Torres, produtores do hit "Despacito" (2017) de Luis Fonsi, e contêm cifras melódicas e referências às músicas antigas do RBD. A canção passa a mensagem de que mesmo "separados", o quarteto nunca se afastou do seu público. De acordo com Maite Perroni, toda a produção e gravação foi feita à distância, seguindo os protocolos de segurança por conta da pandemia de COVID-19.

## Lançamento
Mesmo tendo sido confirmado o lançamento do single para o dia 17 de novembro de 2020 à noite, "Siempre He Estado Aquí" foi tocado pela primeira vez pela Rádio Disney no México à tarde. Às 18h (CST), a canção foi lançada mundialmente em streaming, juntamente com o seu lyric video. Em 18 de novembro, o single foi lançado em download digital.
Em 23 de fevereiro de 2023, o grupo mexicano lançou uma segunda versão com os vocais adicionais da cantora Dulce María, com o objetivo de promover a sexta e última turnê do RBD, a Soy Rebelde Tour.

## Vídeo musical
Em 24 de novembro de 2020, foi divulgado um teaser do videoclipe oficial da canção. Em 3 de dezembro, o clipe foi lançado na íntegra com uma temática futurística, mostrando os quatro integrantes, em forma de avatar, dentro de uma nave a destino do evento virtual. Em 17 de dezembro, foi lançada uma versão exclusiva do clipe pelo Facebook. O vídeo foi digirido por Peter Odor e produzido por Guillermo Rosas. Extratos do clipe foram exibidos durante a apresentação da canção no concerto virtual Ser O Parecer: The Global Virtual Union.

## Interpretações ao vivo
A canção foi interpretada pelo grupo durante o concerto virtual Ser O Parecer: The Global Virtual Union em 26 de dezembro de 2020. A performance foi disponibilizada no canal oficial do grupo em 04 de fevereiro de 2021.

## Repercussão

### Desempenho comercial
Após o seu lançamento, "Siempre He Estado Aquí" entrou na lista Top50 do iTunes dos EUA, assim como liderou o ranking de downloads da loja virtual em vários países incluindo o México, Eslovênia e os da América Latina. Em 24 horas, a canção obteve mais de 700.000 streams.

### Críticas
A canção gerou reações positivas por parte da imprensa e fãs. De acordo com o site LatinPop Brasil, "Siempre He Estado Aquí" representa a nostalgia e mostra que o grupo ainda tem uma grande potência dentro do mercado fonográfico. É destacado que mesmo com a falta de dois integrantes, o quarteto "é capaz de completar em perfeita harmonia vocal".
Já o videoclipe recebeu duras criticas por parte dos fãs desde o lançamento do teaser, que questionaram o fato do vídeo ter sido feito em animação. Foi também criticado o avatar de Maite Perroni, alegando que não estava nem um pouco parecido com a artista. Outro fato que gerou polêmica, foi a aparição de uma foto alterada do grupo de 2008, em que mostrava somente os quatro integrantes e não seis. Durante uma live no YouTube, o diretor do clipe, Peter Odor, esclareceu que o fato de ter cortado Dulce María e Alfonso Herrera da foto foi por conta dos direitos de imagem, já que eles não faziam parte do projeto.

## Formato e duração
- Download digital[32]

1. "Siempre He Estado Aquí" – 3:10
2. "Siempre He Estado Aquí (En Vivo)" – 3:07
3. "Siempre He Estado Aquí" (Short Version) – 0:22
4. "S.H.E.A" – 3:10

## Desempenho nas tabelas musicais

### Posições nas tabelas musicais
| Tabela musical (2020–21)                 | Melhor posição |
| ---------------------------------------- | -------------- |
| Brasil (Top 10 Latino)                   | 10             |
| México (Mexico Airplay)                  | 11             |
| México (Monitor Latino – Top 20 General) | 10             |
| México (Monitor Latino – Top 20 Pop)     | 1              |

## Vendas e certificações
| Região                                                                                             | Certificação | Vendas  |
| -------------------------------------------------------------------------------------------------- | ------------ | ------- |
| Brasil (Pro-Música Brasil)                                                                         | Platina      | 40,000* |
| *números de vendas baseados somente na certificação ^distribuições baseadas apenas na certificação |              |         |

| Região                                                                                             | Certificação | Vendas  |
| -------------------------------------------------------------------------------------------------- | ------------ | ------- |
| Brasil (Pro-Música Brasil)                                                                         | Ouro         | 20,000* |
| *números de vendas baseados somente na certificação ^distribuições baseadas apenas na certificação |              |         |

## Prêmios e indicações
| Ano  | Prêmio                  | Categoria           | Resultado | Ref.   |
| ---- | ----------------------- | ------------------- | --------- | ------ |
| 2021 | Prêmio Jovem Brasileiro | Hit Musical Latino  | Indicado  | [ 39 ] |
| 2022 | Premio Lo Nuestro       | Canção do Ano - Pop | Indicado  | [ 40 ] |

## Créditos
Adaptados da página Allmusic.
- Anahí – vocal
- Christian Chávez – vocal
- Christopher von Uckermann – vocal
- Maite Perroni – vocal
- Dulce María – vocal (2ª versão)
- Andrés Torres – compositor, produtor
- Mauricio Rengifo – compositor, produtor
- Tom Norris – mixagem, remasterização[42]

## Histórico de lançamentos
| País   | Data                    | Formato          | Versão    | Gravadora              | Ref.   |
| ------ | ----------------------- | ---------------- | --------- | ---------------------- | ------ |
| México | 17 de novembro de 2020  | Download digital | Original  | Universal Music Latino |        |
| Vários | 17 de novembro de 2020  | Download digital | Original  | Universal Music Latino | [ 1 ]  |
| Brasil | 18 de novembro de 2020  | Download digital | Original  | Universal Music Latino | [ 43 ] |
| Vários | 24 de novembro de 2020  | Download digital | Curta     | Universal Music Latino | [ 44 ] |
| Vários | 05 de fevereiro de 2021 | Download digital | Ao Vivo   | Universal Music Latino | [ 45 ] |
| Vários | 23 de fevereiro de 2023 | Download digital | "S.H.E.A" | Universal Music Latino | [ 46 ] |